# Raquel Sans Duran
Raquel Sans Duran (Barcelona, 1974) es una periodista española. Licenciada en Ciencias de la información por la Universidad Autónoma de Barcelona en 1996, ha desarrollado la mayor parte de su carrera profesional en Televisión de Cataluña en el área de Informativos.
Se inició profesionalmente en la radio y la televisión en los medios locales de su ciudad. Dio el salto al ámbito catalán en 1995 como redactora y copresentadora del programa Derecho a hablar de  TVE-Cataluña, programa de Ramon Miravitllas. El año siguiente se incorporó a Televisión de Cataluña, donde trabajó en  Surti com surti, Un dia a la vida (1997, con Josep María Bachs),  la revista de la tarde  (también en 1997),  la revista  y  de vacaciones  (1998 - 1999) y presentó el  Telenotícies matí  durante el 2000. Con  el otro mundo  se incorporó a Cataluña Radio en 2001, hasta que volvió a TVC por presentar el  Telenotícies mediodía  (2002-2006).
En 2006 se incorporó como presentadora del  Telenotícies vespre  de TVC, con Ramon Pellicer. En enero de 2011 cogió la baja por maternidad y fue sustituida por la periodista Ariadna Oltra.Aparte del  Telenotícies  ha presentado otros programas de TVC, como  El paisatge favorit de Catalunya  (2009).
De 2007 a 2009 fue profesora de periodismo en la Universidad Ramon Llull.
De enero de 2014 es corresponsal de Televisión de Cataluña en Washington D. C., en sustitución de Antoni Bassas.
En septiembre de 2017 se reincorpora como presentadora del Telenotícies de TV3.